# Andrea Carove

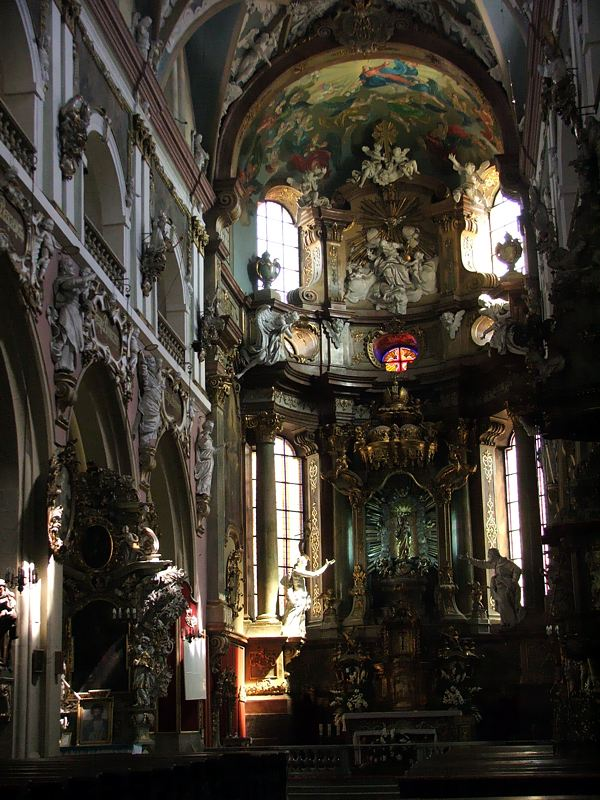
Wnętrze kościoła Wniebowzięcia NMP w Kłodzku

Andrea Carove (Carova) (XVII wiek) – architekt i mistrz budowlany doby baroku pochodzenia włoskiego.

## Życiorys
Przybył z Włoch w połowie XVII wieku na ziemię kłodzką, gdzie otrzymał szereg prac budowlanych przy miejscowych kościołach i pałacach. Do jego głównych prac należą m.in. kościół św. Mikołaja w Nowej Rudzie (1659), rozbudowa pałacu w Gorzanowie (1653–1657) i barokizacja kościoła Wniebowzięcia Najświętszej Maryi Panny w Kłodzku (1673). 
Był ojcem Jakoba Carovy.